# 파로스아이바이오
파로스아이바이오(Pharos iBio Co., Ltd.)는 대한민국의 AI 신약 개발 기업이다.
 본사는 경기도 안양시 동안구 관양동 흥안대로427번길 38에 위치해 있으며 대표이사는 윤정혁이다. 미국과 호주 그리고 한국에서 임상시험을 진행한다

## 상장
2023년 7월 27일에 주관사를 한국투자증권으로 14,000원 공모가(공모가 희망 밴드 1만 4,000~1만 8,000원)로 코스닥 시장에 상장하였다. 상장 첫날 상장 첫날 하락 가격제한폭인 40%에 근접하는 37.64% 급락한 8730원으로 마감했다.

## 기타
엔비디아 스타트업 지원 프로그램인에 참여하여 신약발견을 위한 프로그램인 바이오니모를 사용하여 신약 개발을 하고 있다

## 같이 보기
- 신테카바이오
- 보로노이

## 참고문헌
1. ↑  국내 AI 신약개발···신테카 vs 파로스아이바이오, 상반된 수익 전략, 시사저널, 2023년 12월 18일
2. ↑  정민구, 파로스아이바이오, 급성 골수성 백혈병 치료제 임상 1상서 완전관해 사례 확인, 바이오타임즈, 2023년 12월 12일
3. ↑  송영두, 엔비디아부터 치료목적 사용승인까지...파로스아이바이오 고공비행 비결은, 팜이데일리, 2023년 8월 10일
4. ↑  서윤석, 파로스iBio, 상장 첫날 급락 "37.64%↓", 바이오스펙테이터, 2023-07-27
5. ↑  파로스아이바이오, 엔비디아 AI신약 바이오니모 툴킷 소개...국내 유일 AI 신약 협업, 아이뉴스24, 2024년 3월 22일